# Río Leufucade

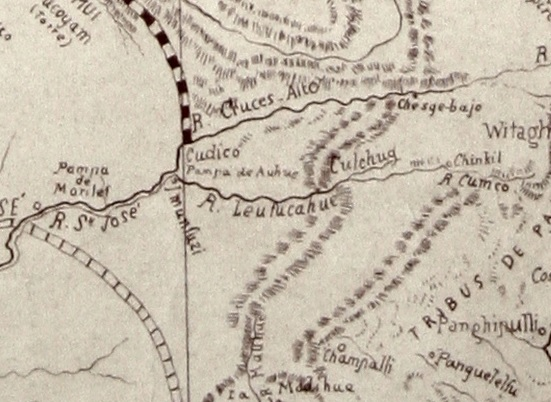
Río Lufucade o Leufucahue en el Plano de Arauco y Valdivia de 1870

El río Leufucade es un río que nace en la comuna de Panguipulli y atraviesa la comuna de Lanco, en la Región de los Ríos, Chile

## Trayecto
El río Leufucade nace a partir de varios esteros que nacen al oeste de la ciudad de Panguipulli entre los que se encuentran el estero Huellahue. El Río Leufucade fluye del sureste al noroeste. En su curso superior corre paralelo a la ruta 203 CH que une a la ciudad de Panguipulli con Lanco. Junto a él hay varios caseríos de origen mapuche como Huellahue, Quinchel, Chinquel y Melefquén. Aquí recibe las aguas del Río Miñaquereo provenientes del sureste el cual corre en su curso paralelo a la ruta T-391 hasta el caserío de Miñaquereo. Ya en su curso medio en la comuna de Lanco, el Río Leufucade pasa junto al poblado de Malalhue continuando hacia el noreste hasta unirse al Estero Pitrén, cerca de la localidad de Quilche, luego recibe las aguas del estero Alhuemenque, estero Pucafil y Huillilelfú. Después de pasar por la localidad de Purulón, el río Leufucade continúa hasta la ciudad de Lanco donde se une a las aguas del Río Cruces.

## Historia
Francisco Solano Asta-Buruaga y Cienfuegos  escribió en 1899 en su Diccionario Geográfico de la República de Chile sobre el río:
Leufucade.-—Riachuelo del departamento de Valdivia que contribuye á formar el caudal del río de San José de Mariquina ó la parte superior del río Cruces. Se reúnen en esa parte como á 25 kilómetros hacia el NE. de la villa de que ese río toma el nombre. El del riachuelo es alteración de leuvu y de cadi, y significa lado de río.